# 비디오 추적 놀라운 TV
《비디오 추적 놀라운 TV》은 한국방송공사의 KBS 2TV에서 방송되었던 연예 오락 프로그램이었다.